# Bình Lợibrug
De Bình Lợibrug (Vietnamees:Cầu Bình Lợi) is een vakwerkbrug en spoorbrug over de Saigon in Ho Chi Minhstad. De eerste brug die op deze plaats lag, was een boogbrug, later is deze vervangen door een vakwerkbrug.
De vroegere boogbrug was een gemengde brug, dat wil zeggen dat deze bestemd was voor zowel het auto- als het treinverkeer. Over de huidige brug rijden geen auto's meer. Naast de spoorlijn is wel een gedeelte vrijgehouden voor het langzaam verkeer.
Naast de brug wordt momenteel een nieuwe boogbrug gebouwd voor wegverkeer. De Bình Lợibrug 2. Deze nieuwe brug krijgt een lengte van 150m en is naar verwachting in de tweede helft van 2014 gereed.

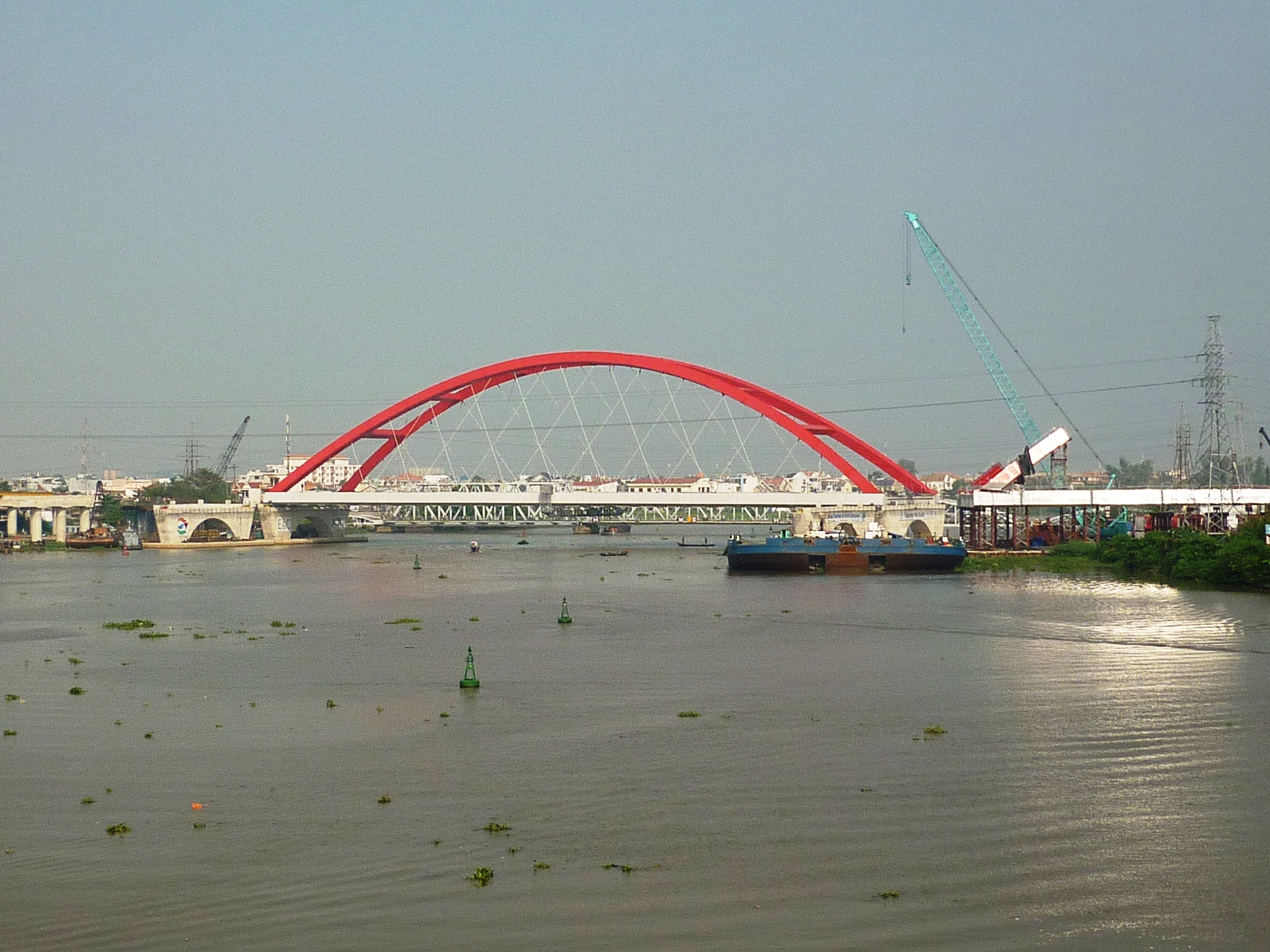
De nieuwe Bình Lợibrug in aanbouw